# Kamie Ethridge
Mary Camille Ethridge, detta Kamie (Hereford, 21 aprile 1964), è un'ex cestista e allenatrice di pallacanestro statunitense.

## Carriera
Con gli Stati Uniti ha disputato i Campionati mondiali del 1986 e i Giochi olimpici di Seul 1988.